# Pavol Šajgalík
Pavol Šajgalík (ur. 30 czerwca 1955 w Bratysławie) – słowacki materiałoznawca. Od 15 stycznia 2015 przewodniczy Słowackiej Akademii Nauk, ponownie wybrany na kadencję 2017–2021 i 2021-2025.

## Życiorys
Pavol Šajgalík uzyskał wykształcenie wyższe w zakresie fizyki eksperymentalnej na Wydziale Nauk Przyrodnicznych Uniwersytetu Komeńskiego w Bratysławie. Studia ukończył w 1979 r. Od tego czasu pracuje w Instytucie Chemii Nieorganicznej Słowackiej Akademii Nauk (SAV). Tytuł akademicki doktora nauk przyrodniczych  (RNDr.) uzyskał w 1981 r. na Uniwersytecie Komeńskiego. W 1987 r. otrzymał tytuł kandydata nauk (CSc.) w Instytucie Fizyki SAV, a w 1996 r. uzyskał tytuł doktora nauk (DrSc.) w Instytucie Chemii Nieorganicznej SAV. W 1998 r. został mianowany docentem na Wydziale Hutniczym Politechniki w Koszycach. Profesurę uzyskał na Uniwersytecie Trenczyńskim Alexandra Dubčeka. W latach 1999–2013 pełnił funkcję dyrektora Instytutu Chemii Nieorganicznej SAV.
Do jego obszarów badawczych należą: badania materiałowe, ceramika konstrukcyjna, nanokompozyty ceramiczne, transformacja fazowa i mikrostruktura. Kontynuuje pracę jako Kierownik Wydziału Ceramiki  w Instytucie Chemii Nieorganicznej.
W 2015 roku został odznaczony Orderem Ľudovíta Štúra III klasy.